# إلمر جورج
إلمر جورج (بالإنجليزية: Elmer George)‏ هو سائق فورمولا 1 أمريكي، ولد في 15 يوليو 1928، وتوفي في 31 مايو 1976 في تير هوت في الولايات المتحدة.